# Aphaenogaster uinta
Aphaenogaster uinta är en myrart som beskrevs av Wheeler 1917. Aphaenogaster uinta ingår i släktet Aphaenogaster och familjen myror. Inga underarter finns listade i Catalogue of Life.

## Bildgalleri

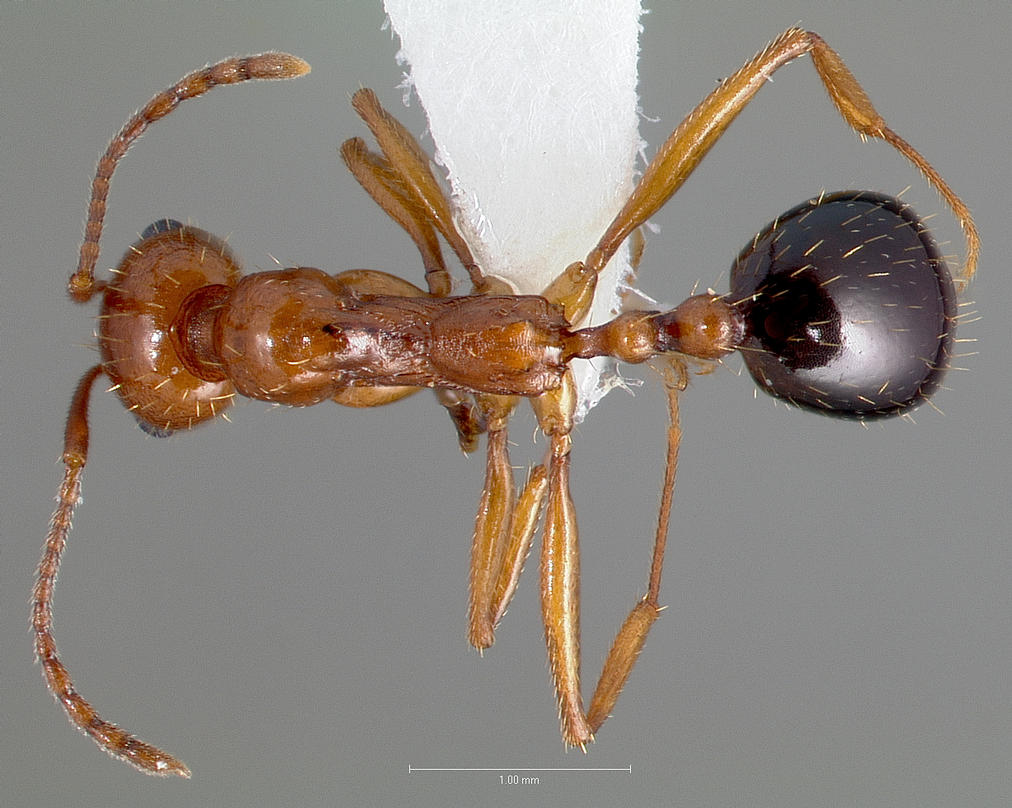
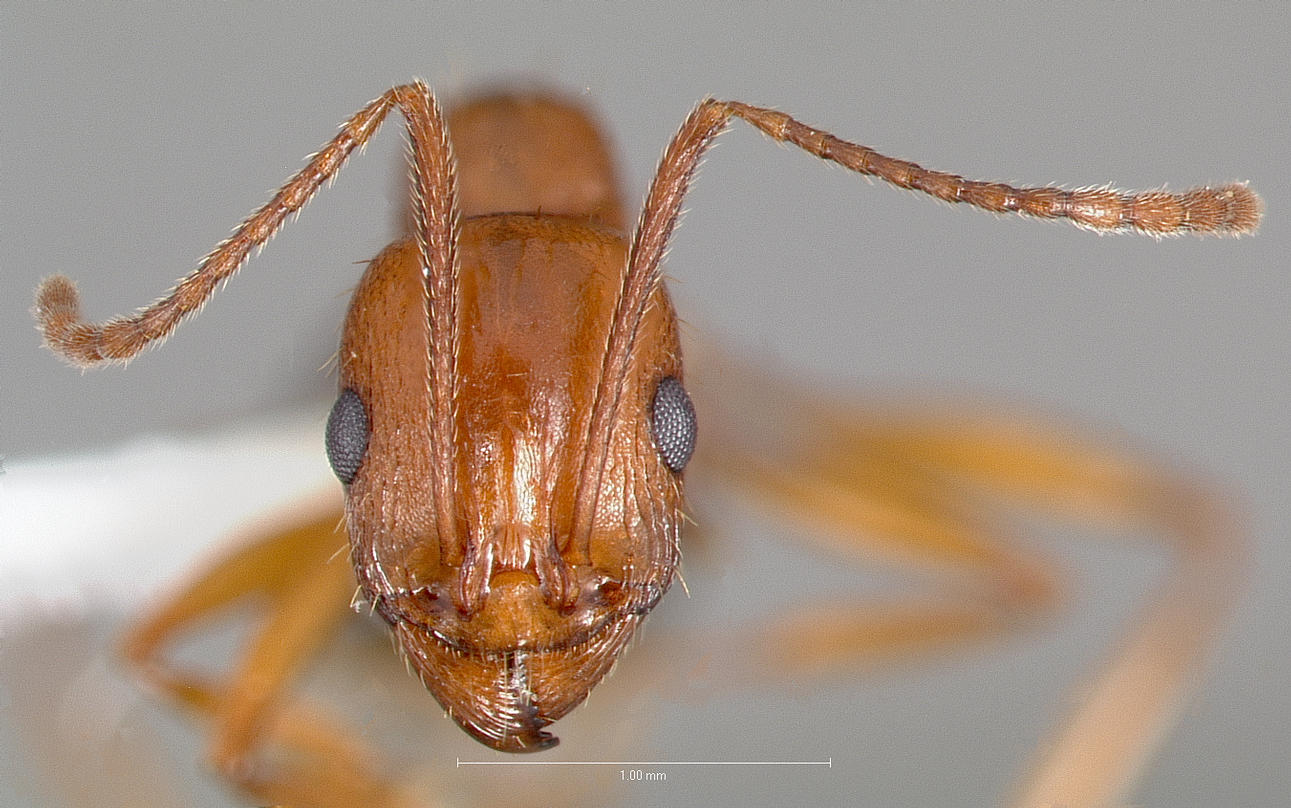
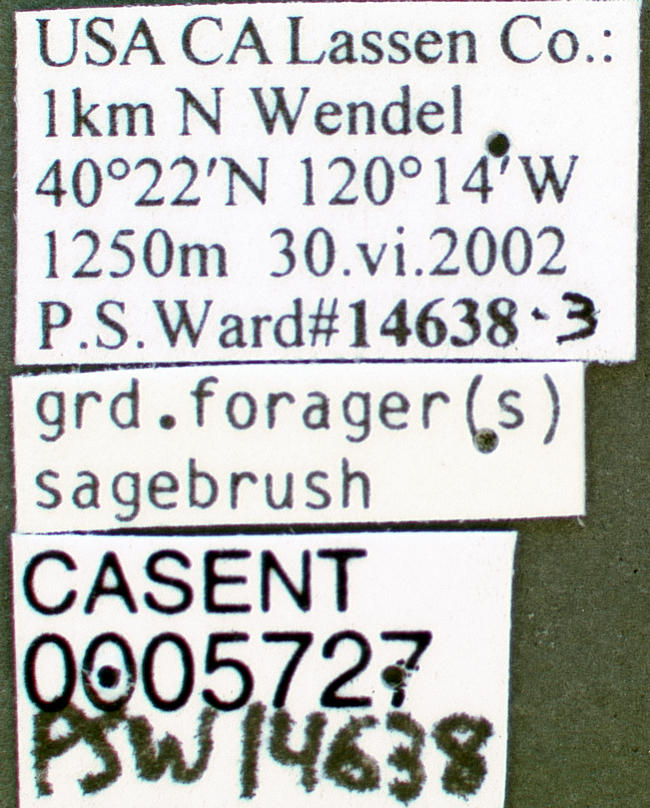
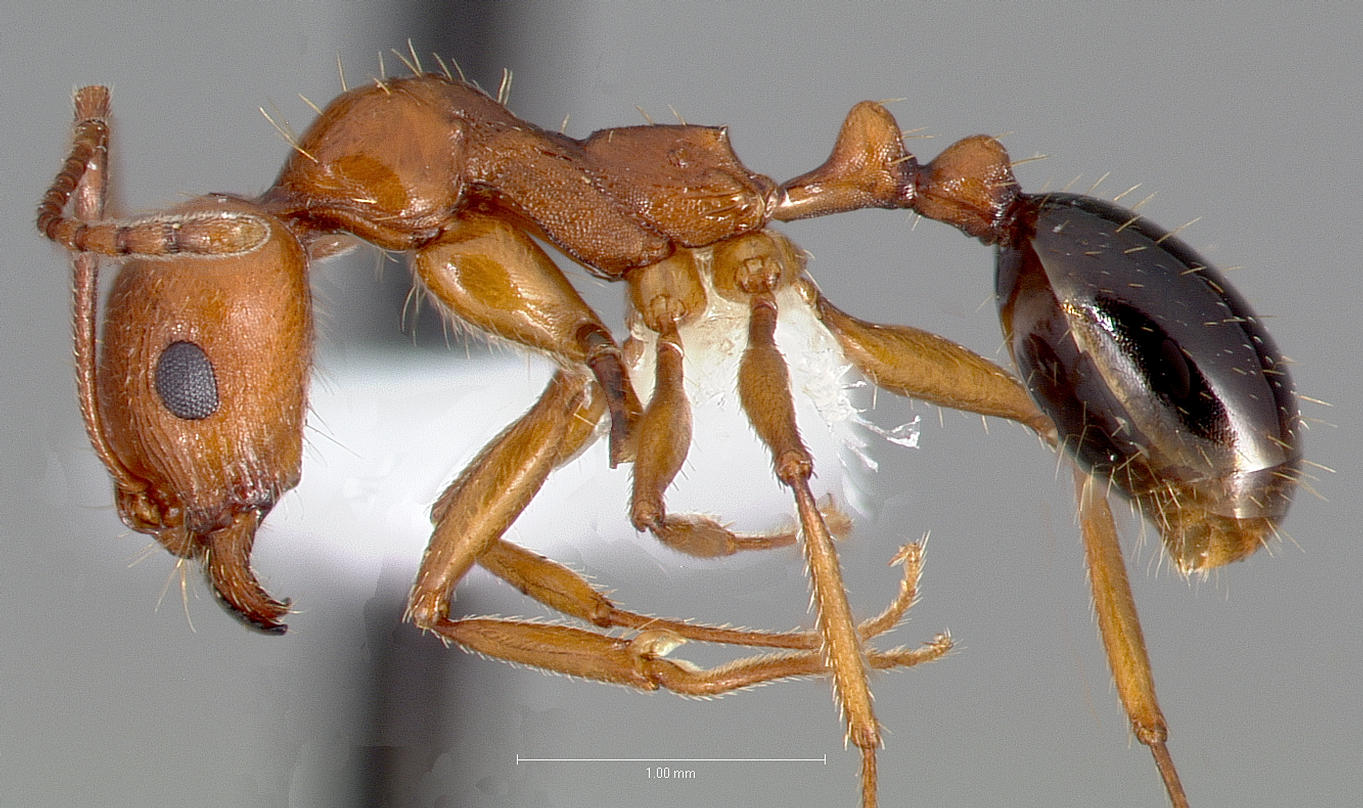